# I mangiatori di patate
I mangiatori di patate (De Aardappeleters) è un dipinto del pittore olandese Vincent van Gogh, realizzato nel 1885 e conservato al Museo Van Gogh di Amsterdam.

## Storia

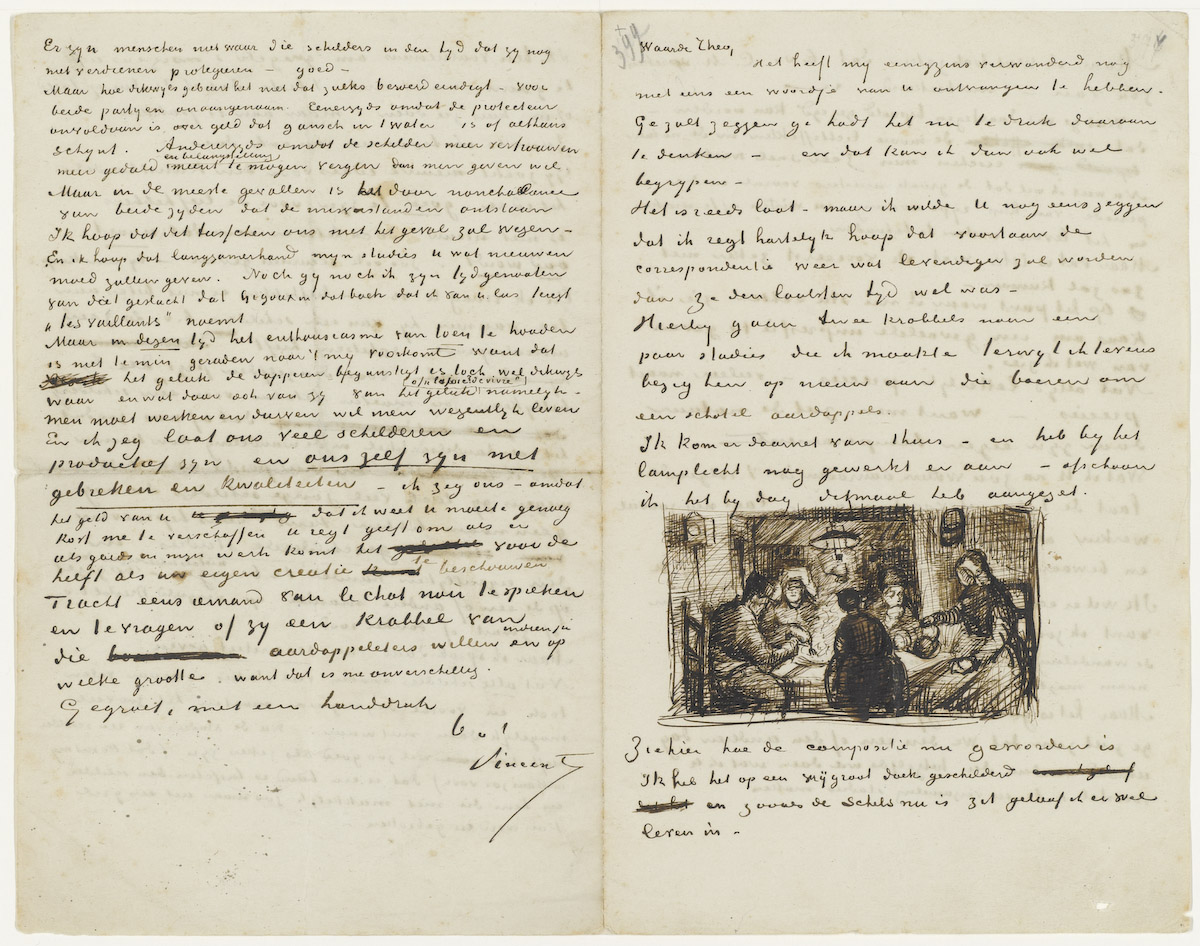
Una versione embrionale de I mangiatori di patate rapidamente disegnata da Vincent su una lettera indirizzata al fratello Théo risalente al 9 aprile 1885

Prima di diventare pittore, van Gogh seguì le orme paterne e abbracciò il mestiere di pastore. Il suo fervore religioso, tuttavia, si dissipò completamente dopo i mesi trascorsi tra i minatori del Borinage, una delle regioni più tristi e miserabili dell'intero Belgio: fu questa comunque un'esperienza chiave nella sua maturazione pittorica, grazie alla quale il pittore sviluppò l'interesse per i poveri ed i diseredati.
(Vincent van Gogh)
Quando finalmente van Gogh decise di votarsi alle Belle Arti, in effetti, il suo primo desiderio fu quello di dare dignità artistica all'austerità della vita e del lavoro dei contadini. La solidarietà con la classe lavoratrice indusse Van Gogh a visitare le povere casupole del villaggio di Nuenen e a ritrarne i vari agricoltori. «Voglio ricavare il soggetto dagli stessi caratteri» scrisse van Gogh al fratello Theo, aggiungendo poi: «ancor più m'interessa la proporzione di un volto e il modo in cui la rotondità della testa si rapporta alla figura intera». In questi quadri Vincent ritrasse infatti le teste dei contadini, cogliendone la rotondità delle cuffie, la curvatura della visiera e, soprattutto, lo sguardo penetrante e misterioso, il quale è sì rivolto verso l'osservatore, ma lo trafigge, lo oltrepassa, come se in realtà stesse guardando altrove. Quando van Gogh si guadagnò una maggiore fiducia da parte degli abitanti di Nuenen i ritratti si fecero meno sfuggenti e i contadini iniziarono a rivolgergli sguardi che, seppur ricolmi di una paziente disperazione, sono comunque più aperti e confidenti. Negli ultimi studi di questo tipo, poi, gli occhi dei contadini diventano veri e propri «specchi dell'anima» e tradiscono non solo la loro sete di dignità interiore, ma anche «tutta l'integrità di un'esistenza legata alla natura che offre un autentico contrappunto all'inevitabile autocompiacimento di un ritratto su commissione» (Metzger). Particolarmente vivi sono i ritratti di Goordina de Groot, una delle poche contadine che è stata riconosciuta dai critici d'arte e che pertanto non è rimasta nell'anonimato. Di seguito riportiamo uno stralcio della lettera 384, scritta da Vincent nel novembre 1884 e indirizzata al fratello Theo:

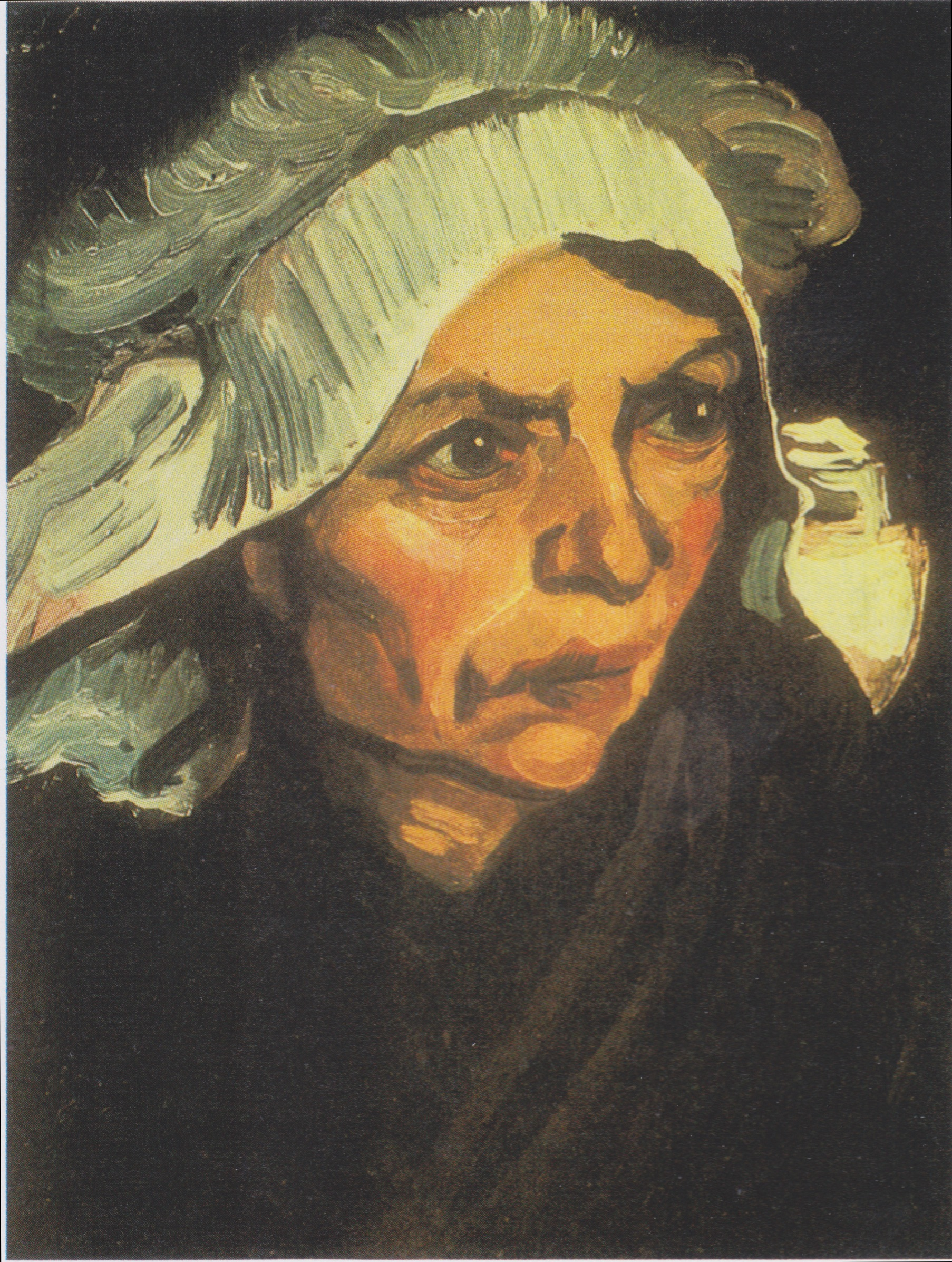
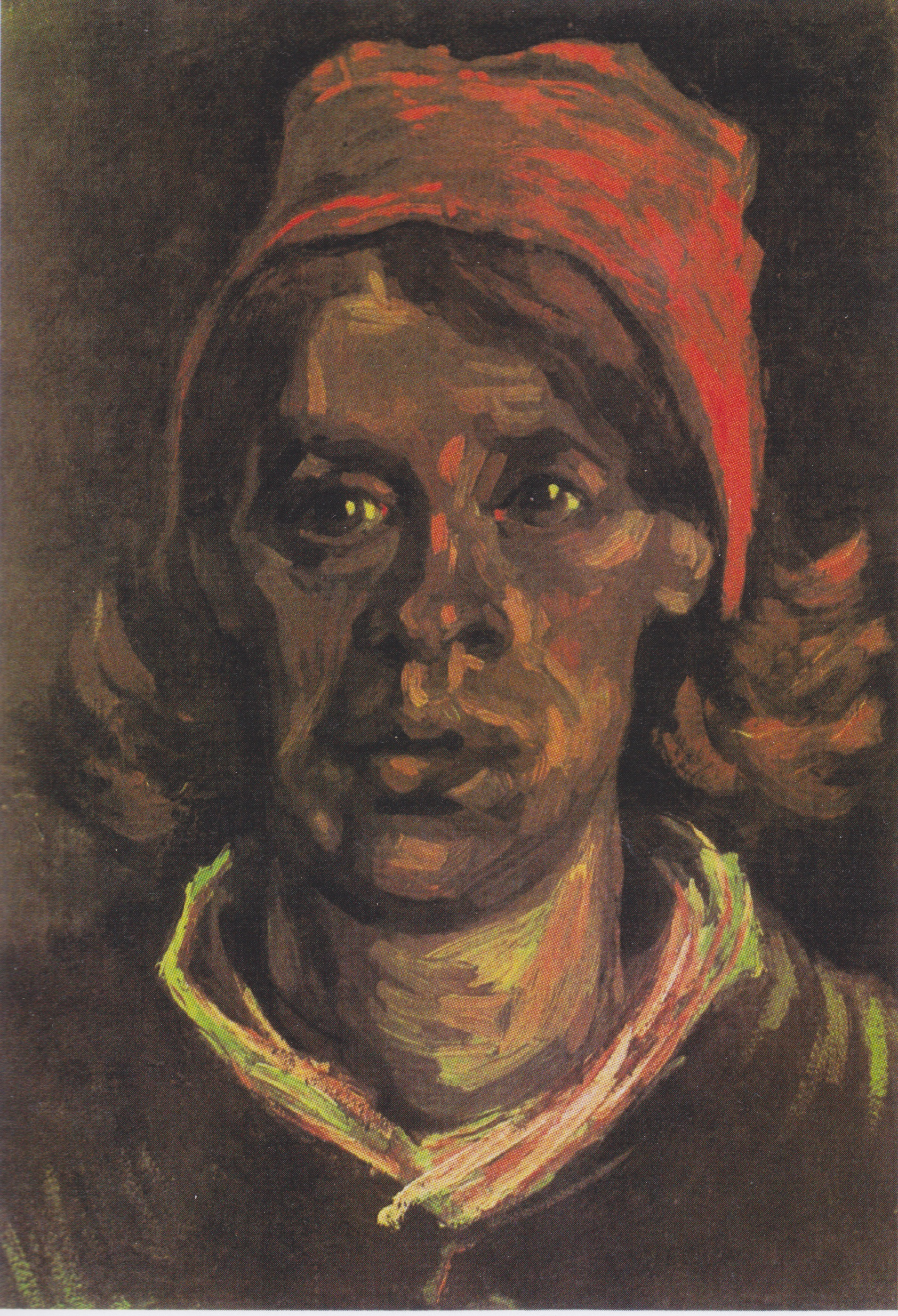
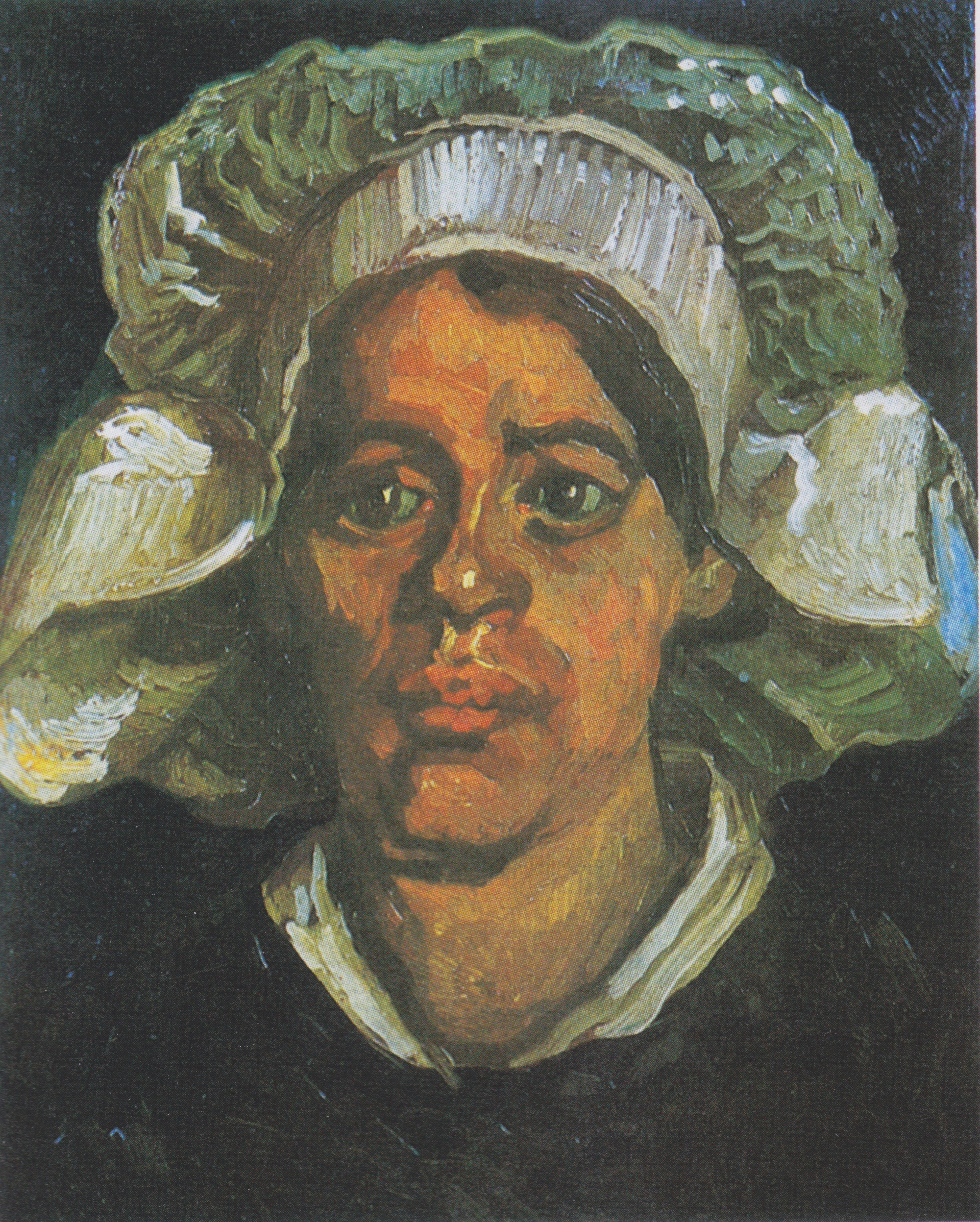
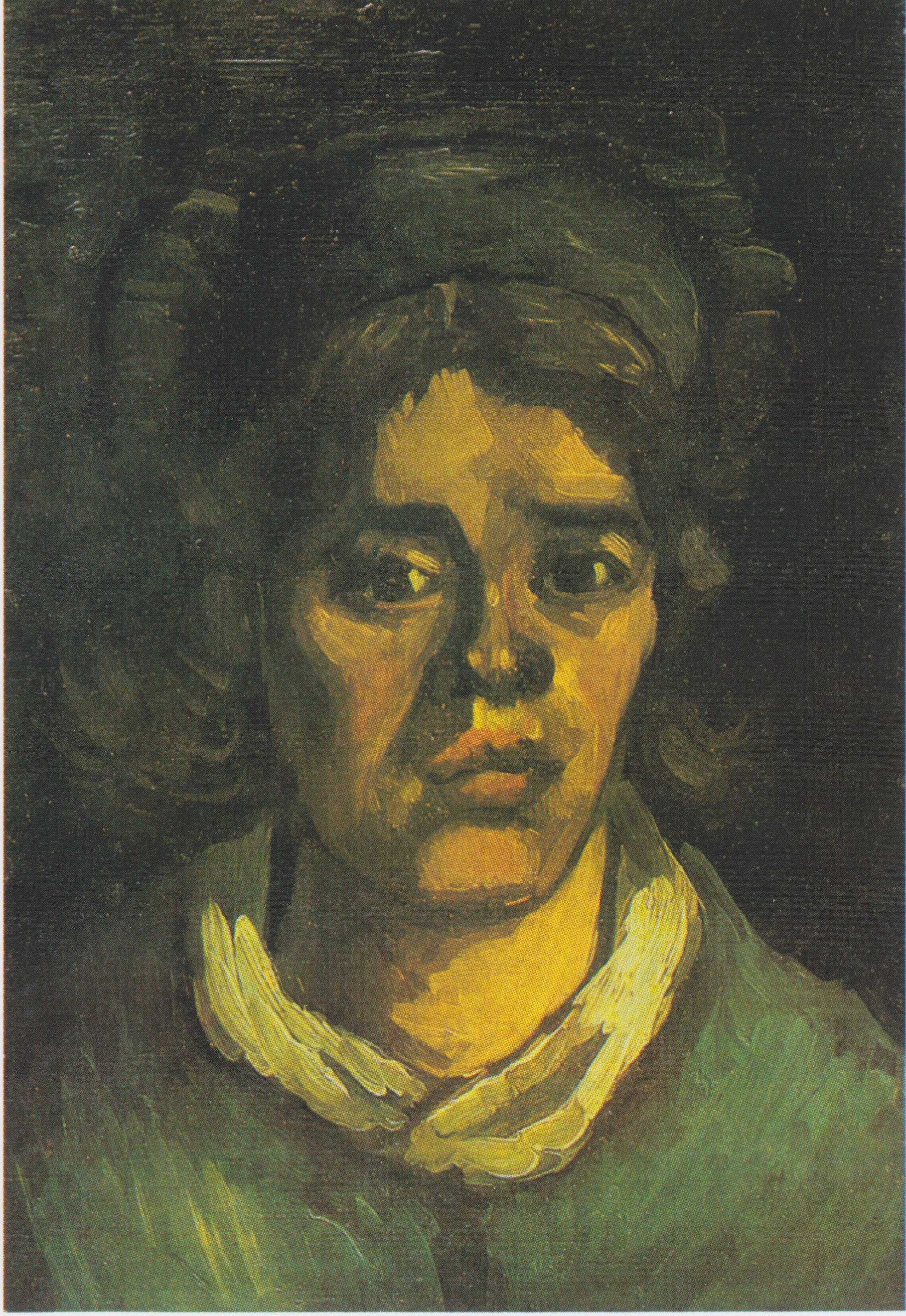
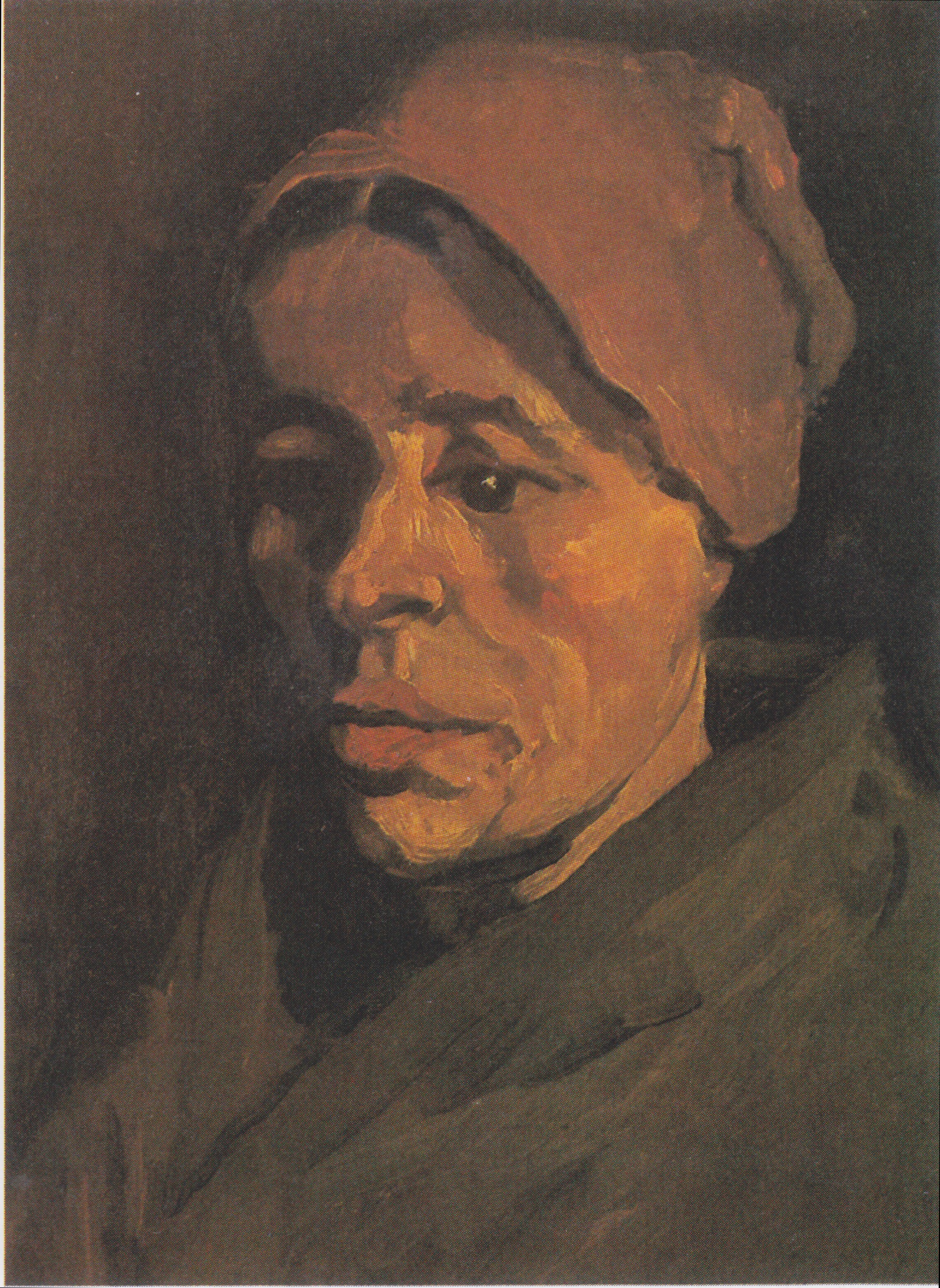
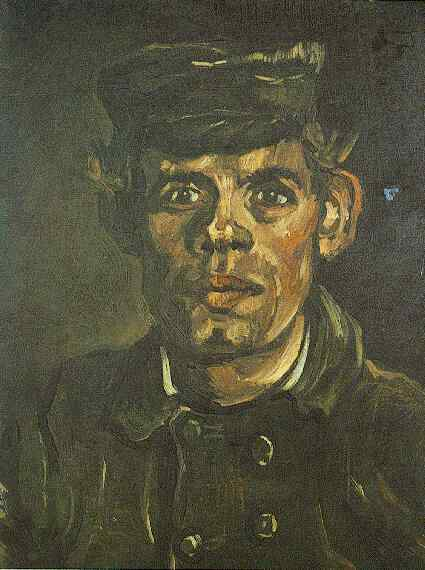
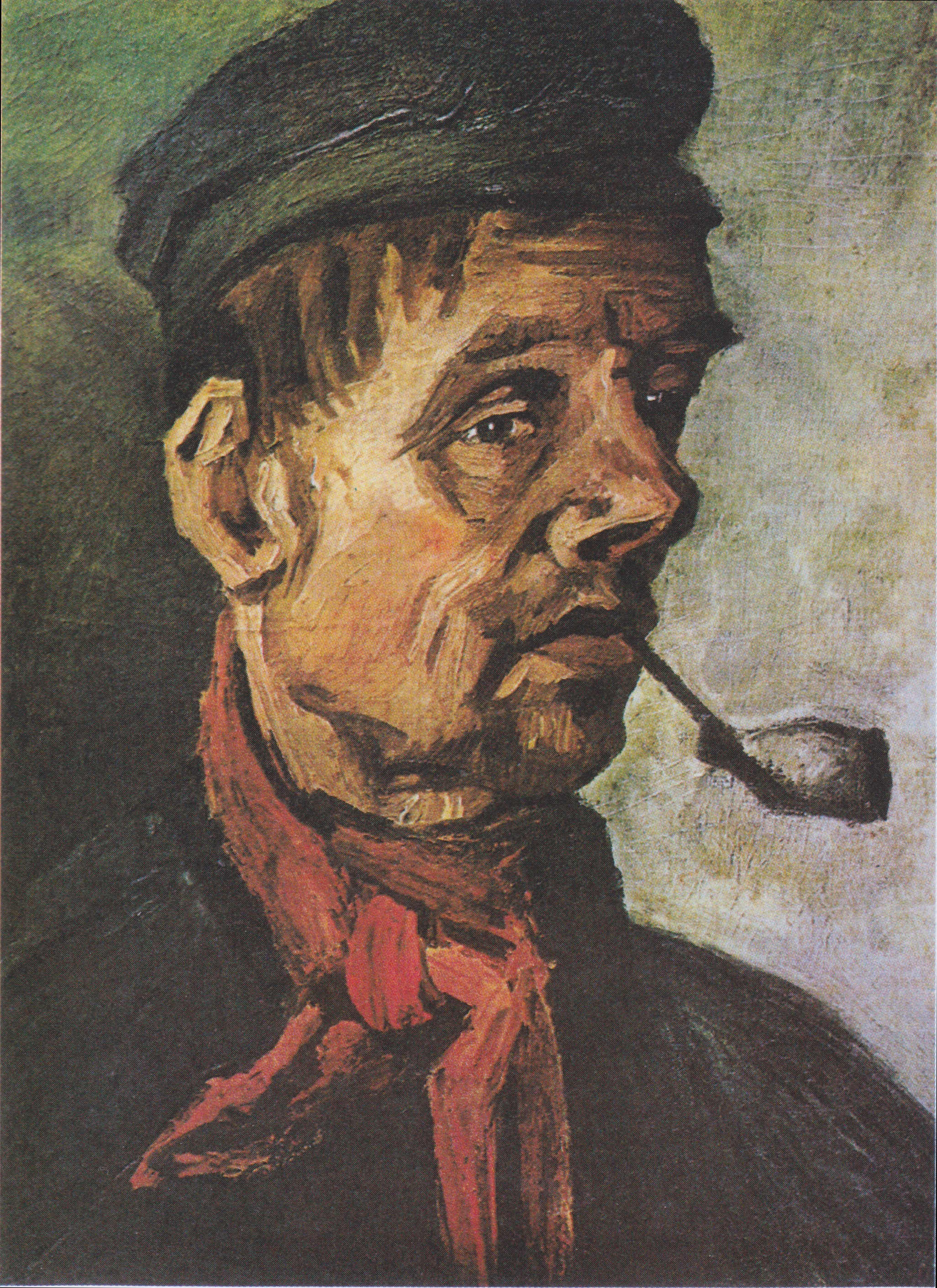

Un vigoroso passo avanti fu compiuto dal pittore quando abbandonò la raffigurazione di volti e iniziò a ritrarre contadini affaccendate nei lavori domestici, nella pelatura di patate, nell'intreccio di cesti, nella riduzione in gomitoli delle matasse di filo e così via. I tempi erano ormai maturi perché van Gogh operasse un'efficace sintesi di tutti questi studi preliminari. Fu così che nel 1885 dipinse I mangiatori di patate, ricordando delle teste di contadini, ma anche aiutato da diversi schizzi compositivi e bozzetti di preliminari raffiguranti, ad esempio, le mani callose dei contadini o il bricco di un caffè. Si trattò pertanto di un'opera realizzata dopo un lungo e laborioso lavoro di atelier e che dunque non serbava affatto quella luminosa accidentalità en plein air che balenava nelle opere impressioniste. Vincent, in ogni caso, amò molto quest'opera, e quest'infatuazione sopravvisse indenne persino al brusco mutamento tematico e cromatico che interessò la sua produzione pittorica dopo il trasferimento da Nuenen a Parigi. «Di tutti i miei lavori, ritengo il quadro dei contadini che mangiano patate, che ho dipinto a Nuenen, decisamente il migliore che abbia fatto»: furono queste le orgogliose parole che van Gogh comunicò alla sorella Wilhelmina nel 1887, due anni dopo aver portato a compimento I mangiatori di patate.

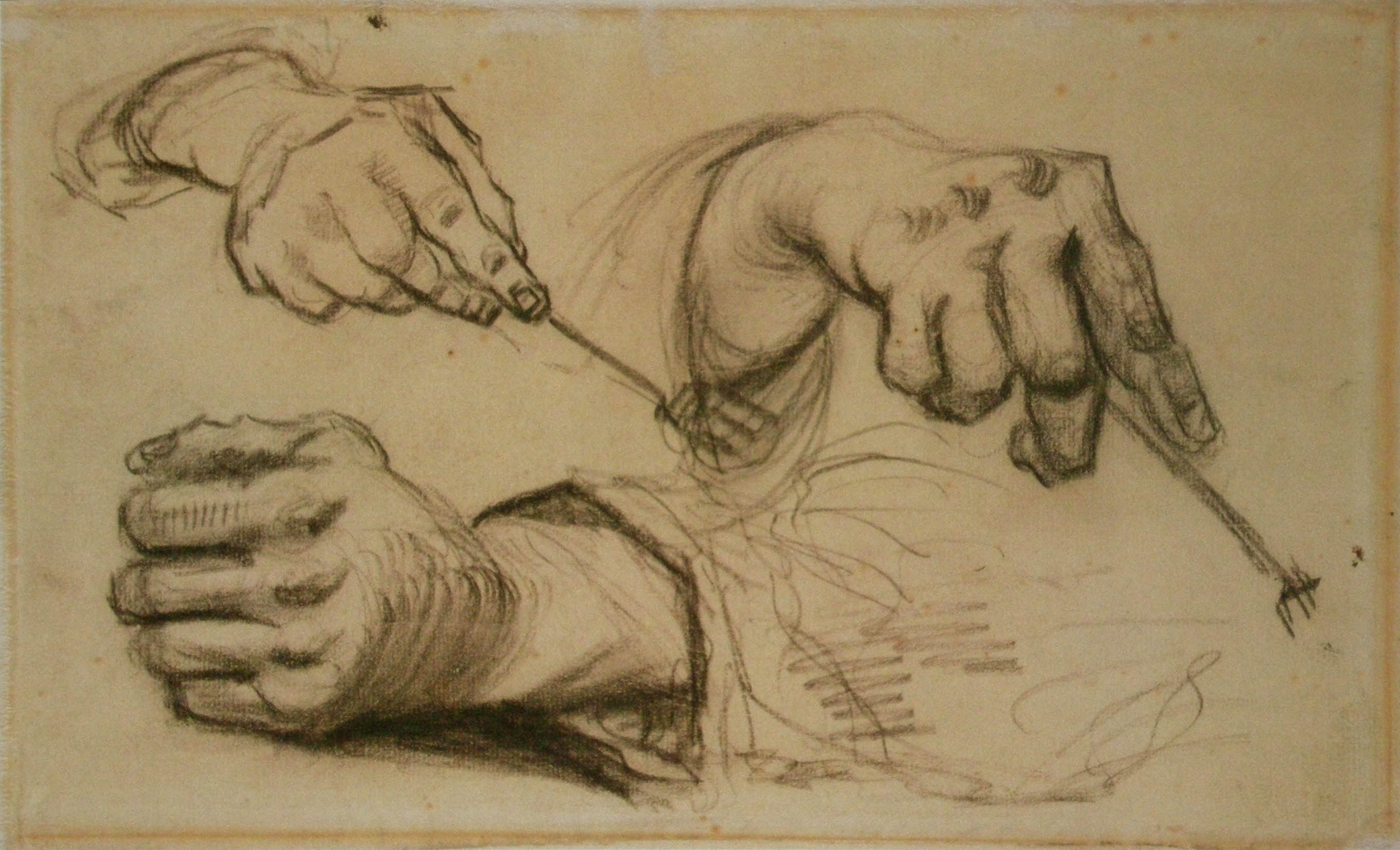
Studio preparatorio sulle mani dei vari contadini de I mangiatori di patate

Vincent trattò il soggetto dei mangiatori di patate in altri due cimenti pittorici, i quali sono sì propedeutici alla realizzazione della versione definitiva, ma non per questo poco interessanti: la prima redazione, anzi, presenta una notevole struttura compositiva e viene delineata da pennellate veloci che ricolmano la tela di una autenticità tutt'agreste. Meno spontanea, perché più meditata e monumentale, è invece la seconda versione de I mangiatori di patate, con la figura di tergo che si incunea rigidamente nella disposizione asimmetrica degli altri quattro commensali. La versione conclusiva di Amsterdam, terminato come si è già detto nel 1885, riprendeva e portava ad un maggiore grado di raffinatezza formale quei valori che avevano già reso celebre l'arte di Millet e di Breton e, pertanto, era quello più apprezzato da van Gogh, che la firmò e ne fornì persino un ampio commento letterario. Alla descrizione della tela, infatti, Vincent dedicò un'impressionante quantità di lettere, le quali nella loro intimità sostituivano il manifesto programmatico e, anzi, orchestravano un raffinato sincretismo tra passato e presente, letteratura e pittura, cromatismo e critica sociale.
Non a caso van Gogh riteneva che la sua fama dipendesse in gran parte dalla sorte di questo quadro, e non esitò a sollecitare il fratello Théo, che ricordiamo essere un abile mercante d'arte, affinché tale opera fosse opportunamente rivelata al grande pubblico. «L'amico del popolo, il contadino per vocazione, l'asceta per empatia» commenta in tal proposito il Metzger «che il suo dipinto avesse avuto successo o meno, sarebbe rimasta la sua vita a dare testimonianza. L'uomo era inscindibile dal pittore: in quest'unico quadro si coagulava la sua concezione del mondo di fronte al destino». Malgrado le insistenze di Vincent l'opera fu accolta assai freddamente: Théo non l'apprezzava affatto, e Anthon van Rappard, amico e collega del pittore, ne criticò l'inadeguatezza compositiva e le pennellate grezze, maldestre: «Devi ammettere che un lavoro come questo non è stato fatto sul serio. Fortunatamente, puoi fare di più: ma perché hai osservato e trattato tutto allo stesso modo, superficialmente? Perché non hai studiato a fondo i movimenti? Così, i personaggi sono in posa». Van Gogh, che in questo dipinto vedeva cristallizzate tutte le sue conquiste estetiche e concettuali, ruppe così indignatamente l'amicizia con il Rappard (« tu ... non avevi nessun diritto a criticare il mio lavoro nel modo con cui lo hai fatto!»). Al di là delle incomprensioni iniziali, si capì alla fine come l'opera riassumesse magistralmente la fede con cui van Gogh si rapportava alla gente semplice, come i contadini, gli «animali da soma della società» (Metzger) i quali, nonostante tutto, erano liberi dalle escrescenze del mondo moderno e, perciò, erano ancora i sublimi cantori di uno stile di vita schietto, sincero, privo di un grande spessore intellettuale ma per questo più autentico. Oggi l'opera è esposta al Museo Van Gogh di Amsterdam.

## Descrizione

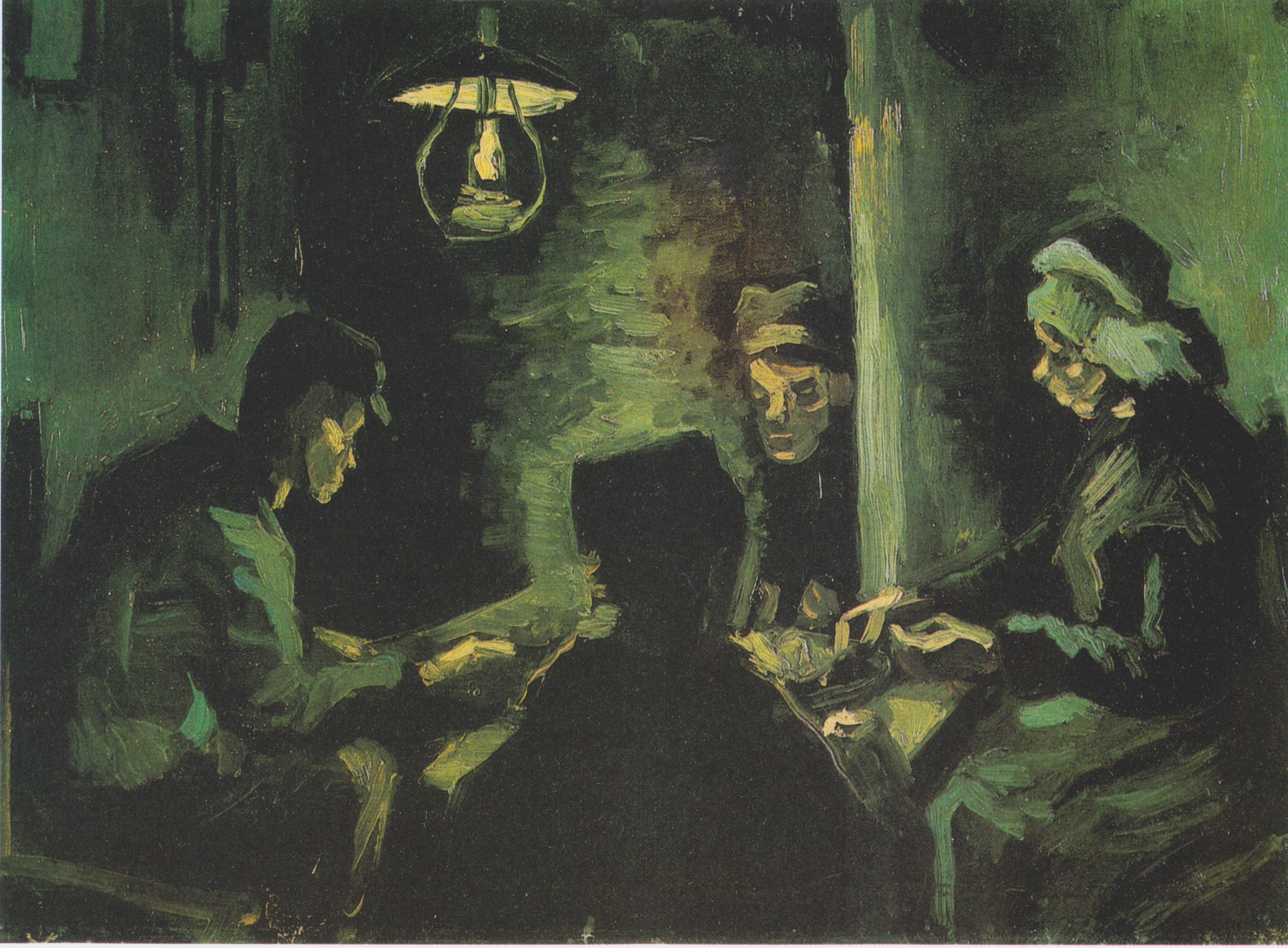
Primissima versione dell'opera

Di seguito è riportato lo stralcio di una lettera di Vincent van Gogh, indirizzata al fratello Théo:
Si tratta di una citazione che condensa la visione di Van Gogh sull'arte. I mangiatori di patate propone una rappresentazione autentica e non emendata della realtà, dove soggetti generalmente ritenuti indegni di rappresentazione pittorica, come i contadini di Nuenen, non sono discriminati in virtù della loro «bruttezza», ma presentati con stile privo di compiacimenti estetizzanti. Van Gogh porta alle estreme conseguenze la logica del Realismo: se pittori come Millet e Jozef Israëls conferivano ai propri contadini una forte valenza affettiva e sentimentale, van Gogh prende le distanze dall'idillio romantico e approda a un'interpretazione del dato sociale cruda, impietosa, realistica ed esasperata, che culmina nel potenziamento espressivo dei lineamenti dei commensali.

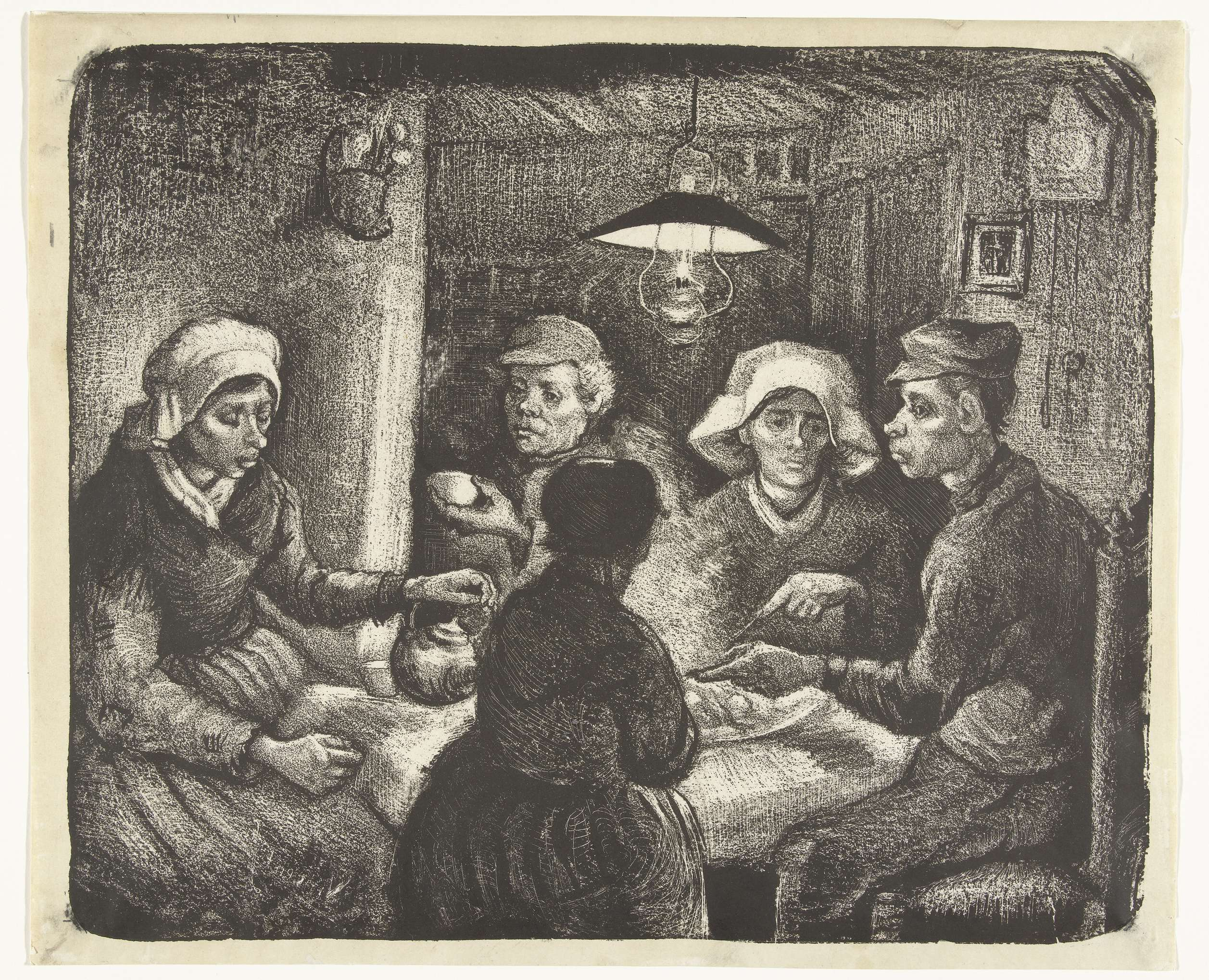
Litografia tratta da I mangiatori di patate del 16 aprile 1885, oggi esposta al Rijksmuseum di Amsterdam

L'opera raffigura l'interno di una povera abitazione di Nuenen, appena illuminata da una fioca luce che, sgorgando dalla lampada a petrolio appesa a una delle travi del soffitto, si riflette sulle cuffie bianche, sulle tazzine di caffè, e sul magro pasto dei commensali. Al centro della composizione è presente una famiglia di contadini che, dopo aver trascorso la giornata a lavorare duramente nei campi, si riunisce intorno a un tavolo, per consumare la cena.
Un'anziana signora, ricurva per la fatica, versa il caffè nelle tazzine, mentre l'uomo alla sua destra, probabilmente suo marito, reca in mano una tazzina; la donna a sinistra intinge la forchetta nel vassoio delle patate. Lo sguardo della donna è rivolto verso l'uomo accanto a lei, i cui lineamenti sono imbruttiti da fatica e rassegnazione, per un destino che non cambierà. In primo piano, una bambina, di spalle, tiene forse le mani giunte al petto, nell'atto di recitare una preghiera prima del pasto (secondo un'altra interpretazione, si ipotizza che l'autore, nascondendone il volto, abbia voluto «salvarla» dal triste destino che l'attende).
Gli sguardi sono sfuggenti, non si incrociano e la bambina in primo piano rafforza l'idea che l'osservatore si stia intrufolando in un momento intimo, agendo come un vero fattore di distanziamento. La bambina, inoltre, tenta di ovviare alla maldestra disposizione della famiglia, raccordando le due parti e, ponendosi in posizione intermedia tra l'osservatore e la sorgente luminosa, dà vita a un forte controluce.
Van Gogh stesso sottolinea come le mani nodose che stanno afferrando le patate, sono le stesse che, durante il giorno, le hanno seminate e raccolte:
(Vincent van Gogh)

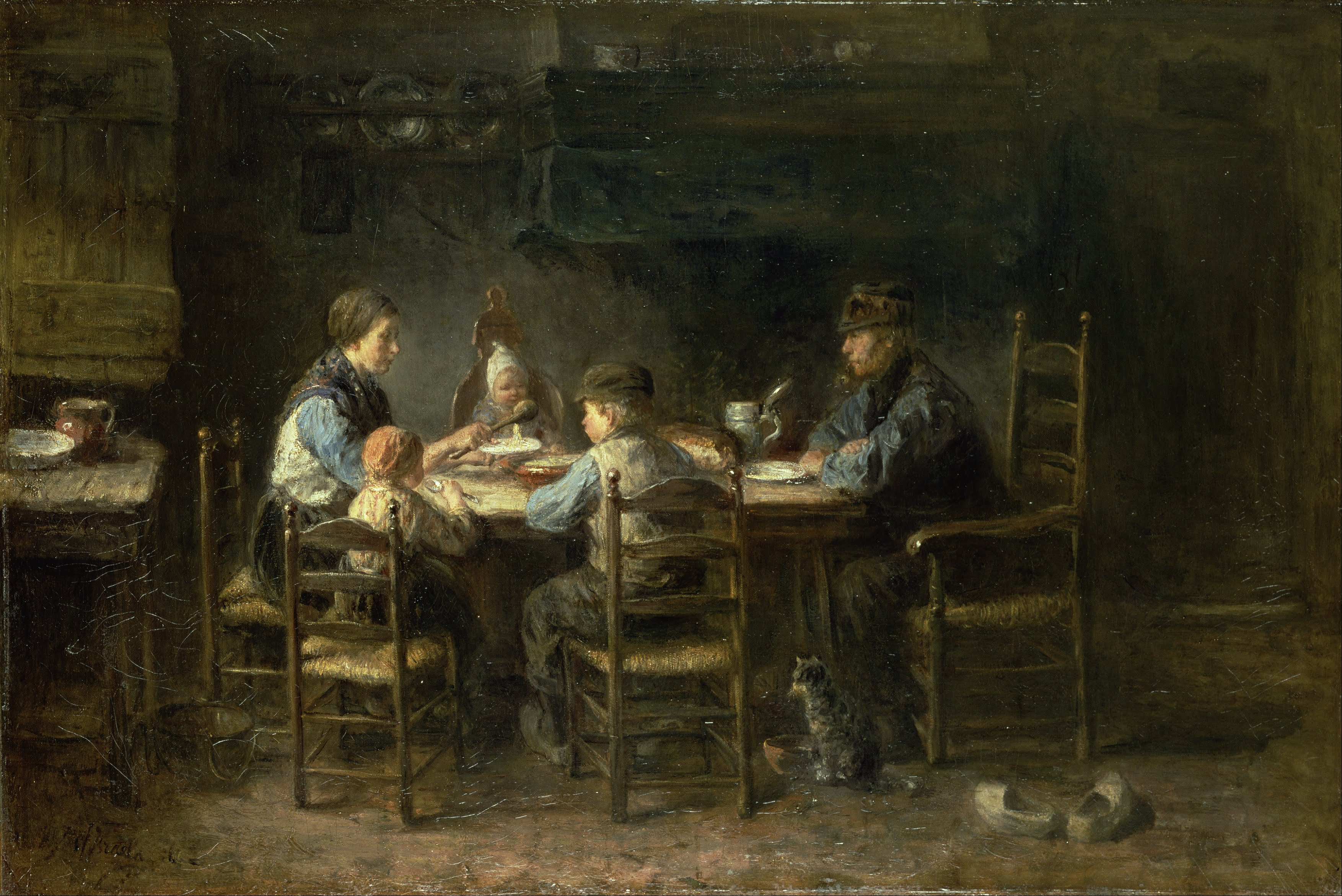
Lo stesso tema secondo l'interpretazione datale da Jozef Israëls

Tutt'intorno si estende la misera abitazione dei contadini, dove troviamo un rudimentale orologio (nell'angolo in alto a sinistra), una teiera (nell'angolo diametralmente opposto), le varie posate logore contenute in un recipiente di legno e, soprattutto, la stampa di un Crocefisso. Si tratta questo di un dettaglio di non poco conto: van Gogh, in questo modo, ribadisce l'intima sacralità del pasto serale, un rito profondamente radicato nel consesso umano e che rinvia a valori primigeni, come l'ethos del lavoro, l'importanza della famiglia, le qualità delle cose semplici, ma fatte col cuore, e perciò vere. Lo stesso van Gogh, intrufolandosi in questo mondo così arcaico ed ancestrale, restituisce dignità artistica a questo momento più che sacro, dove i vari villici accantonano il loro fardello di fatiche quotidiane e ritrovano finalmente un attimo di unione, di solidarietà. Sembrerebbe quasi una cerimonia, con un preciso codice vestiario (gli uomini indossano il berretto, le donne la cuffia) e con una silenziosa gratitudine che aleggia sulle varie figure, le quali - con i gesti lenti, ripetuti ma premurosi e gli sguardi sì segnati, ma appagati - si sentono forti di questa vicinanza, e non si lasciano intimorire neanche dalla notte che tenta invano di penetrare dalle finestre consunte sullo sfondo. «Il cibo, per quanto poco sia, è la giusta ricompensa per chi ha faticato, è una sorta di sacramento amministrato su un tavolo-altare che di sacro ha ben poco, eppure ne reca in sé l’estrema potenza» osserva in tal senso Ginevra Amadio.
Sembrerebbe quasi che van Gogh voglia dare vita a un'immagine emotiva, se non idillica: questo proposito, seppur palpabile, viene vigorosamente respinto dal pittore, che ne I mangiatori di patate adotta una tavolozza molto buia, giocata su colori terrosi pastosi, ovvero brunastri, gialli, e neri. L'inquietante monocromia che scaturisce dall'impiego di queste tonalità cupe e sporche conferma infatti gli intenti crudamente realistici di van Gogh, desideroso di rappresentare la povera vita dei contadini e lo squallore delle loro condizioni di vita, ma stavolta con la forza espressiva di chi ha assistito di persona a tali scene.